# VB Parken
VB Parken (etableret i 2010) er et fodboldtræningsanlæg i Danmark og ligger i et fredskovsområde i Vejle Nord tæt på E45 .

## Om VB Parken
VB Parken er anlagt med henblik på at skabe de bedst mulige faciliteter og forhold for Vejle Boldklubs professionelle trup samt klubbens unge talenter og amatørerne. Parken udgør et areal på 200.000 m2 og består i første etape af ni fodboldbaner, heraf otte med rullegræs og 1 med kunstgræs. Endvidere er der opført et nyt moderne klubhus. På sigt er det visionen, at klubhuset på 1.330 m2 skal udbygges til 5.000 m2 og rumme Vejle Boldklubs professionelle afdeling (som i dag holder til på Vejle Stadion), en indendørshal, minihotel og en idrætsbørnehave .
Ved indvielsen af VB Parken i august 2010 mødte et udvalgt VB Allstar-hold med blandt andre Allan Simonsen, Kenneth Brylle og Steen Thychosen heltene fra EM-holdet '92 med blandt andre Peter Schmeichel, John Sivebæk og Brian Laudrup .

## Fakta om VB Parken[2]

### Areal
- 200.000 m2

### Økonomi
- 17 mio. kr. til anlæggelse af baner
- 15 mio. kr. til klubhus

### Baner
- Ni fodboldbaner, heraf otte med rullegræs og en med kunstgræs.
- Mulighed for flere syv – og femmandsbaner.
- Kiler mellem banerne til diverse aktiviteter.
- Åbent stistystem rundt om og ind igennem anlægget
- Mulighed for en ekstra kunstgræsbane ved ekstern finansiering

### Klubhus
- Fase 1 er på 1.330 m2 samt 190 m2 terrasse til amatørafdelingen.
- Stuen er på 760 m2 med 11 omklædningsrum samt depot og vaskerum.
- 1. sal er på 570 m2 til klublokale, mødelokaler, kontorer, café mv.